# Linje B (Buenos Aires tunnelbana)

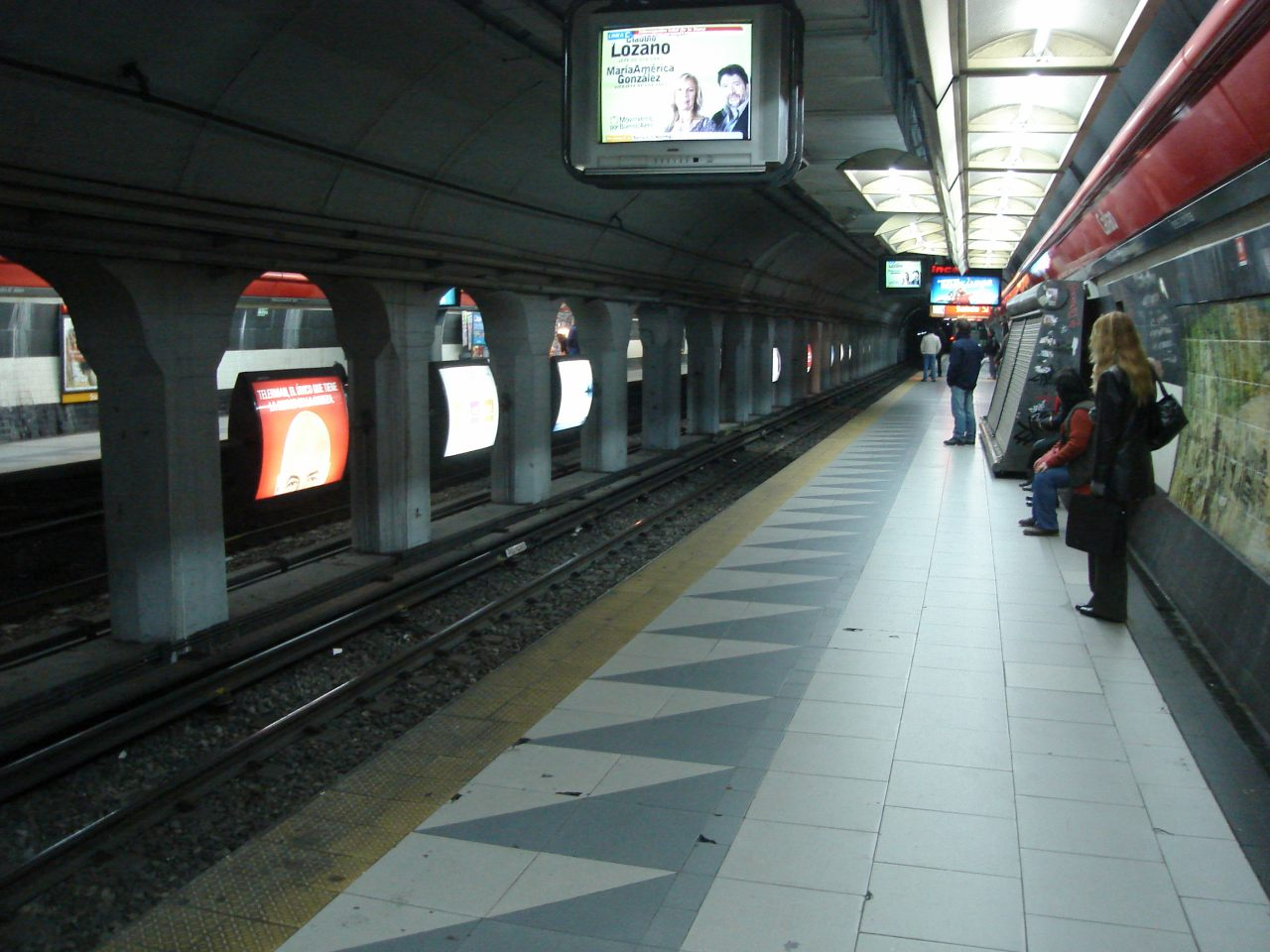
Callao på Linje B

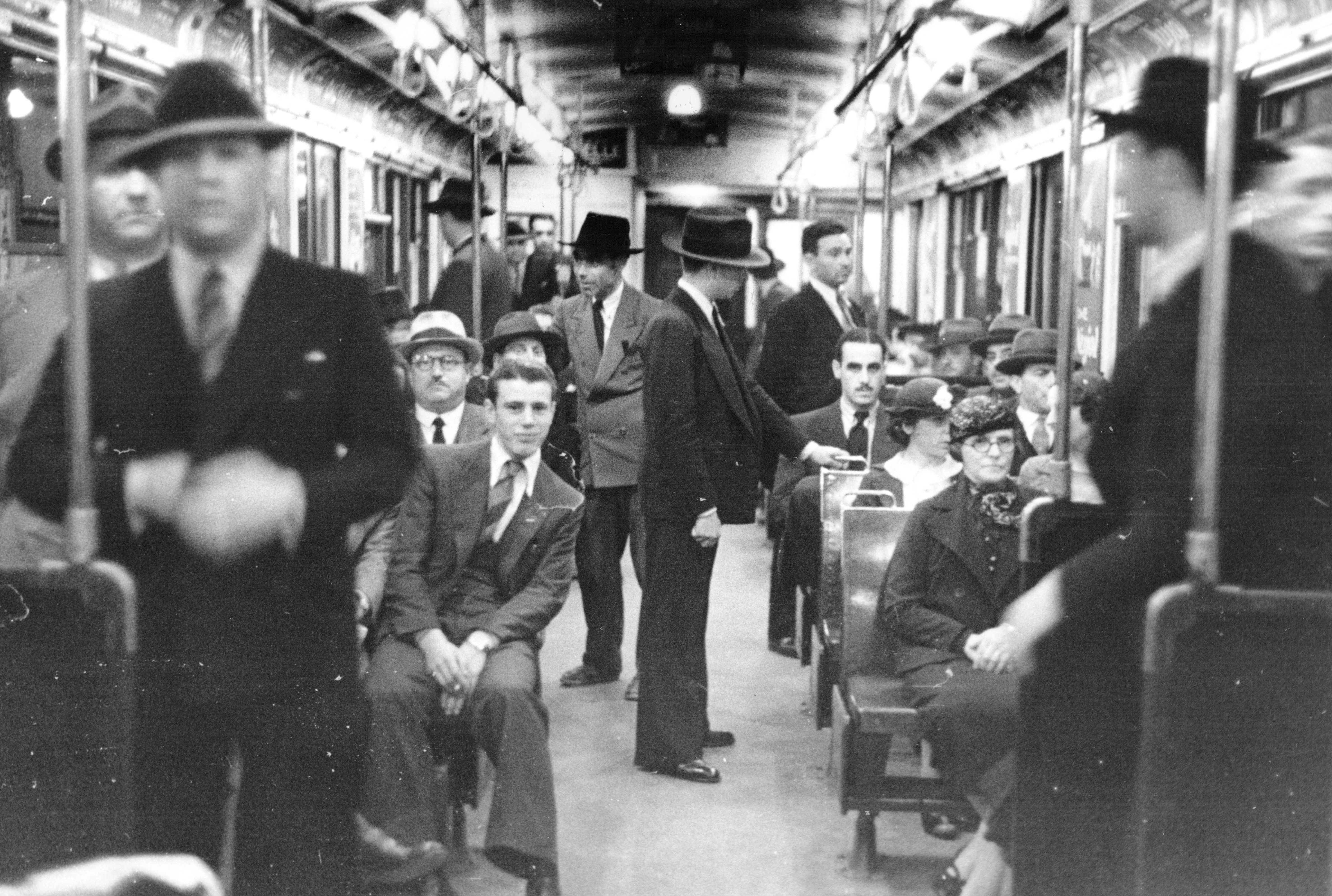
Vagn på linje B år 1938.

Linje B invigdes den 17 oktober 1930. Linjen är 11,8 km lång. Linjen sträcker sig från Leandro N. Alem till Juan Manuel de Rosas.
Stationer:
- Leandro N. Alem (Correo Central (E))
- Florida
- Carlos Pellegrini (Diagonal Norte (C), 9 de Julio  (D))
- Uruguay
- Callao
- Pasteur
- Pueyrredón (Corrientes (H))
- Carlos Gardel
- Medrano
- Angel Gallardo
- Malabia
- Dorrego
- Federico Lacroze
- Tronador-Villa Ortúzar
- De los Incas-Parque Chas
- Echeverría
- Juan Manuel de Rosas